# آندرس یلانا
آندرس یلانا (انگلیسی: Andrés Yllana؛ زادهٔ ۳۰ ژوئیهٔ ۱۹۷۴) بازیکن فوتبال اهل آرژانتین است.
از باشگاه‌هایی که در آن بازی کرده‌است می‌توان به باشگاه فوتبال هلاس ورونا، باشگاه فوتبال آرسنال ساراندی، باشگاه فوتبال جیمناسیا لاپلاتا، و باشگاه فوتبال برشا اشاره کرد.